# Echte Kamille
Die Echte Kamille (Matricaria chamomilla L.) ist eine Pflanzenart innerhalb der Familie der Korbblütler (Asteraceae). Die ursprünglich in Süd- und Osteuropa verbreitete Art ist heute praktisch in ganz Europa heimisch. Sie ist eine Heilpflanze, die vor allem bei Magen- und Darmbeschwerden sowie bei Entzündungen Verwendung findet.
Die Echte Kamille wurde vom Verband Deutscher Drogisten (VDD) im Jahre 1987 zur ersten Arzneipflanze des Jahres gekürt. Außerdem wählte man sie zur Heilpflanze des Jahres 2002.

## Beschreibung und Ökologie

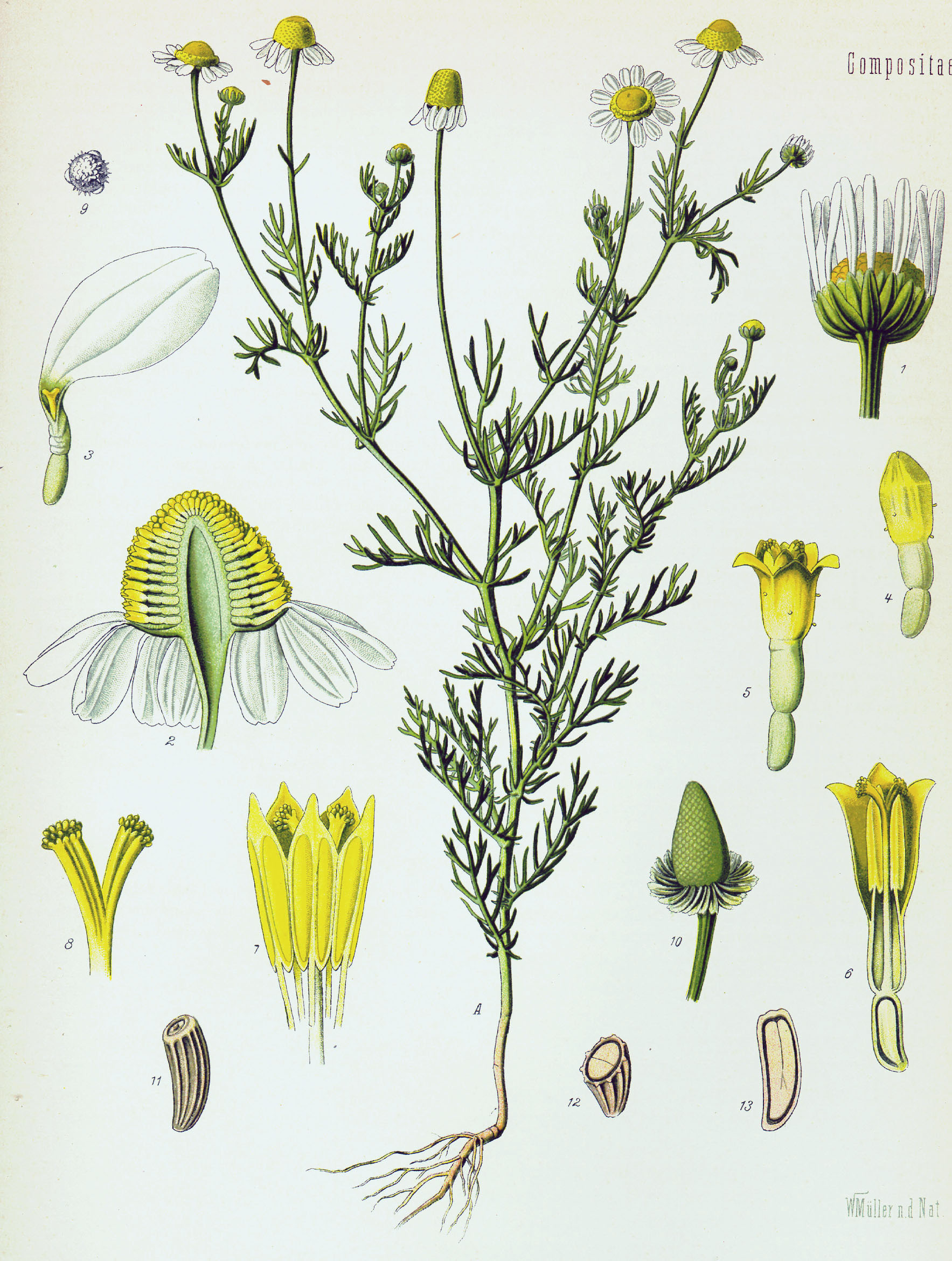
Illustration aus Köhler’s Medizinal-Pflanzen

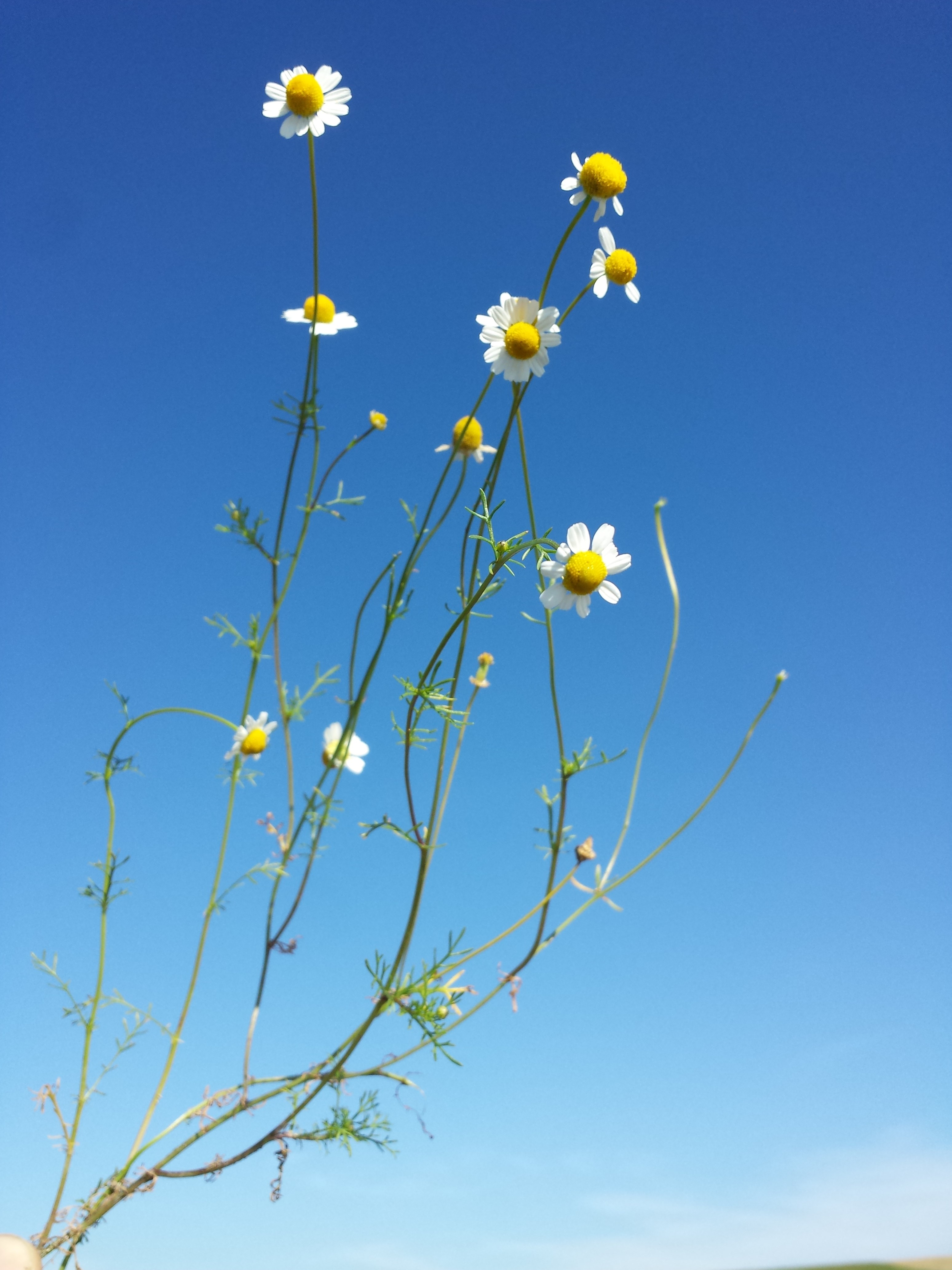
Habitus

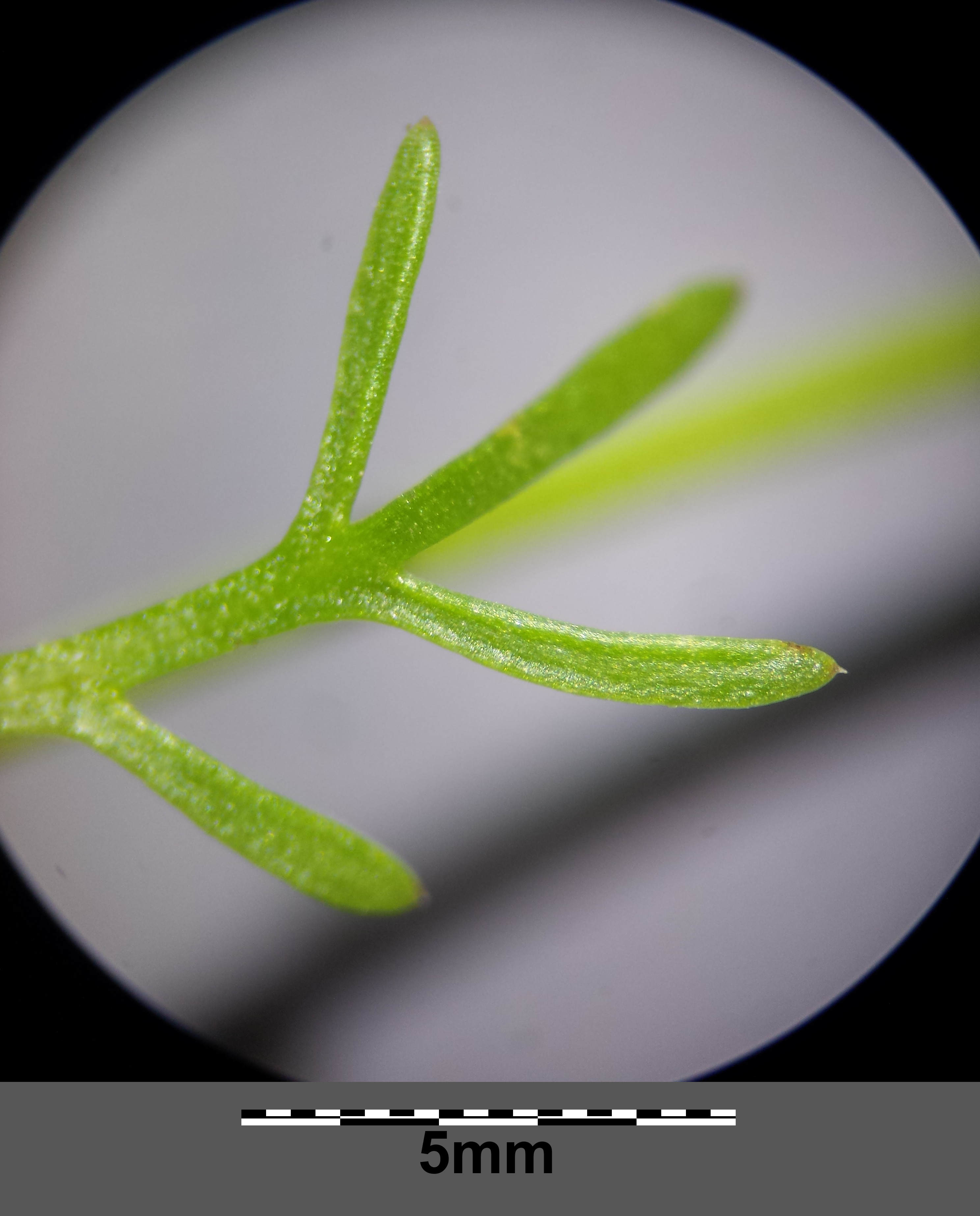
Die fiederschnittigen Laubblätter sind stachelspitzig.

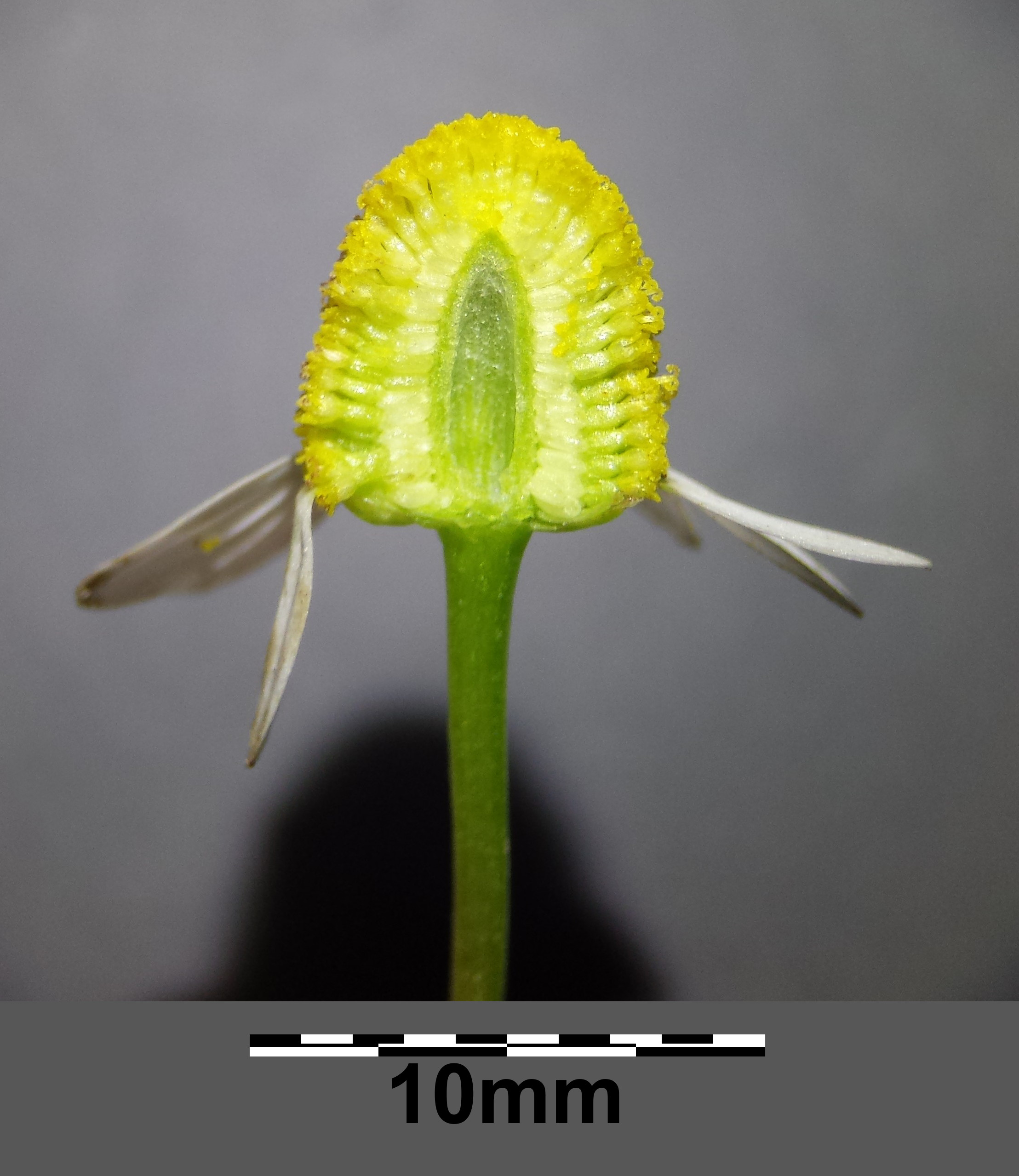
Aufgeschnittener Korb: Der Korbboden ist schmal kegelförmig und rund zweimal so hoch wie breit sowie innen hohl.

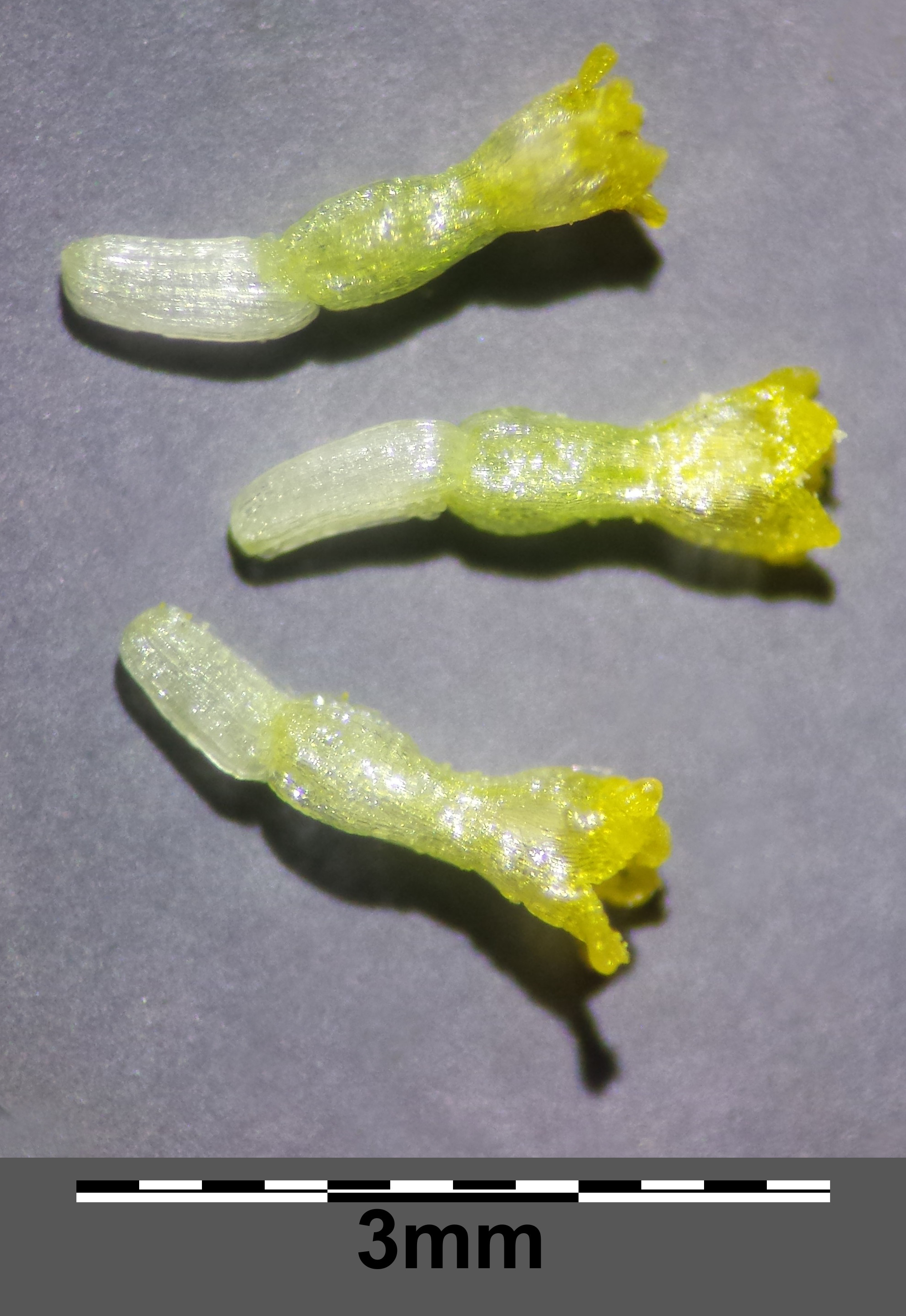
Die Krone der Röhrenblüten ist fünfzähnig.

### Vegetative Merkmale
Die Echte Kamille ist eine einjährige krautige Pflanze und erreicht Wuchshöhen von 15 bis 50 cm. Alle Pflanzenteile besitzen einen starken, charakteristischen Geruch. Die Stängel sind aufrecht oder aufsteigend und kahl, im oberen Teil sind sie meist sehr stark verzweigt.
Die Laubblätter sind 4 bis 7 cm lang und zwei- bis dreifach fiederteilig. Die einzelnen Zipfel sind schmal linealisch, knapp 0,5 mm breit, und tragen eine Stachelspitze.

### Generative Merkmale
In einem Gesamtblütenstand stehen meist 7 bis 120 (1 bis 900) körbchenförmige Teilblütenstände zusammen. Der Körbchenstiel ist 3 bis 10 cm lang. Das Aussehen erinnert an ein Gänseblümchen, obwohl diese viel kleiner sind. Die Blütenkörbchen weisen einen Durchmesser von 18 bis 25 mm auf. Die 20 bis 30 Hüllblätter stehen annähernd einreihig. Die Hüllblätter sind länglich, stumpf und haben einen hellen Hautrand. Der Körbchenboden ist zu Beginn der Blüte flach, wird später kegelförmig und hohl. Meist sind weiße Zungenblüten vorhanden, die zum Ende der Anthese zurückgeschlagen, 6 bis 9 mm lang und 2 bis 3 mm breit sind. Die Röhrenblüten sind goldgelb und fünfzähnig und sind häufig in hexagonaler Kreispackung angeordnet. Die Bestäubung erfolgt durch Insekten: meist Zweiflügler, seltener durch Käfer und Hautflügler.
Die Achänen sind 0,8 bis 1,5 mm lang, von hell graubrauner Farbe. Auf der Innenseite besitzen die Achänen vier bis fünf mit Schleimdrüsen besetzte Rippen, auf der Außenseite sind sie spärlich drüsig punktiert. Der Pappus ist klein bis fehlend; selten ist er bei Früchten der Zungenblüten deutlich vorhanden und gleich lang wie oder länger als die Frucht. Die Ausbreitung erfolgt auf verschiedenen Wegen: Tiere wie Schafe, Esel und Pferde fressen die Fruchtstände und verbreiten die Achänen, Endozoochorie genannt; die Früchte verschleimen und bleiben an Tieren kleben (Epizoochorie); und die Echte Kamille wird durch den Menschen weiterverbreitet (Hemerochorie).
Die Blütezeit reicht von Mai bis Juli, gelegentlich bis September.
Die Chromosomenzahl beträgt 2n = 18, seltener 36.

## Ökologie
Die Echte Kamille ist ein Lichtkeimer und eine Langtagpflanze.
Blütenbesucher sind Dipteren, seltener auch Käfer oder Hymenopteren.

## Vorkommen
Die ursprüngliche Heimat der Echten Kamille ist Vorderasien, Süd- und Osteuropa. Heute ist sie in ganz Europa, auch in Nord- und Südamerika und in Australien eingebürgert.
Sie wächst auf Äckern und auf Ödland, bevorzugt auf frischen, nährstoffreichen, eher humosen Lehm- und Tonböden. Sie kommt bis in die montane Höhenstufe vor, in Tirol steigt sie bis 1300 Meter Meereshöhe. Im Kanton Wallis wurde sie noch bei 1650 Meter, in Graubünden beim Bahnhof Ospizio Bernina bei 2300 Meter beobachtet. Sie ist in Mitteleuropa eine Charakterart des Alchemillo-Matricarietum aus dem Verband Aperion spicae-venti, kommt aber auch in Gesellschaften der Klasse Chenopodietea oder Plantaginetea majoris vor.
Die ökologischen Zeigerwerte nach Landolt et al. 2010 sind in der Schweiz: Feuchtezahl F = 3w (mäßig feucht aber mäßig wechselnd), Lichtzahl L = 4 (hell), Reaktionszahl R = 4 (neutral bis basisch), Temperaturzahl T = 4 (kollin), Nährstoffzahl N = 4 (nährstoffreich), Kontinentalitätszahl K = 3 (subozeanisch bis subkontinental).

## Inhaltsstoffe

(−)-α-Bisabolol, der Hauptbestandteil des Kamillenöls

Der für die Nutzung wesentliche Bestandteil der Echten Kamille ist das Kamillenöl, ein ätherisches Öl, das 0,3 bis 1,5 % der Pflanzenmasse ausmacht. Die Hauptbestandteile des Blauen Kamillenöls sind (−)-α-Bisabolol (5–70 %), verschiedene Bisabololoxide (A: 5–60, B: 5–60 und C: 0–8 %), trans-β-Farnesen (7–45 %), verschiedene Enindicycloether (2–30 %), sowie die Guajan-Derivate Spathulenol (rund 1 %) und Chamaviolin. Das zu 1 bis 35 % im Öl vorkommende und für die blaue Farbe verantwortliche Chamazulen entsteht aus dem in der Pflanze enthaltenen Matricin bei der Herstellung.
An Sesquiterpenlactonen (Guaianolide) kommen neben Matricin (0,03–0,2 %) noch Matricarin und Desacetylmatricarin vor. Der Gehalt an Flavonoiden beträgt bis zu 6 %, es wurden über 30 Verbindungen isoliert, darunter Apigenin, Apigenin-7-O-Glucosid, verschiedene Derivate davon, weiters Quercetin, Chrysoeriol, Lutein, Luteolin, Patuletin, Rutin, Hyperosid und Cosmosiin. Weitere Verbindungen sind Cumarine (Umbelliferon, Herniarin, Aesculetin, Cumarin, Scopoletin, Isoscopoletin), rund 2,5 % 2-Glucosyl-4-methoxyzimtsäure, Anissäure, Kaffeesäure, Vanillinsäure und Syringasäure. Der Schleimstoffgehalt beträgt 3 bis 10 %.

## Herbivore und Krankheiten
Im Anbau sind keine bestandsgefährdenden Krankheiten oder Schädlinge bekannt. Echter und Falscher Mehltau befallen Blätter und Stängel, Alternaria befällt Blätter, Fusarium die Wurzeln.
Der Kamillenglattkäfer (Olibrus aeneus) frisst in den Blütenköpfchen. Blattläuse, Wanzen, Rüsselkäfer und Glanzkäfer kommen vielfach vor. Ein spezifischer Schädling ist der Kamillenstängelrüssler (Microplontus rugulosus). Bei starkem Blattlausbefall und darauf folgender Marienkäferbesiedlung kann es zu deutlicher Verunreinigung der Droge kommen.

## Anbau
Handelsware der Echten Kamille stammt meist aus Kulturen; die wichtigsten Anbauländer sind Argentinien, Ägypten, Bulgarien, Ungarn, in geringerem Umfang Spanien, Tschechien und Deutschland. In Deutschland beträgt die Nachfrage nach Kamille etwa 5000 t, wobei der Marktwert dieser Menge bei fast 20 Mio. Euro liegt.
Die Echte Kamille wird vor allem auf sandigen Lehmböden vom Typ Schwarzerde und auf Auböden angebaut. Sie stellt keine besonderen Anforderungen an die Vorfrucht innerhalb der Fruchtfolge. Geeignet sind Hackfrüchte und Getreide. Es gibt bei der Kamille verschiedene Sorten, die sich in den Hauptbestandteilen des ätherischen Öls unterscheiden und auch unterschiedliche geographische Verbreitungen haben. Sie entstanden durch intensive züchterische Bearbeitung seit dem späten 20. Jahrhundert. Die wichtigsten Zuchtziele dabei sind feste Blütenköpfe, gleichmäßiger Blühhorizont, eine hohe Standfestigkeit und ein hoher Anteil an ätherischen Ölen, und hier ein hoher Anteil an Bisabolol und Chamazulen. Etliche dieser neuen Sorten sind tetraploid, was den Vorteil hat, dass Wildformen nicht einkreuzen können. Der Anbau erfolgt durch Herbst- oder Frühjahrsaussaat. Stickstoffdüngung erfolgt meist nicht, da dadurch vorwiegend die Krautbildung begünstigt wird, auch die mechanische Ernte wird beeinträchtigt.
Für den Kamilleanbau in Deutschland sind mehrere Herbizide zugelassen (Stand 2021), aber auch eine rein mechanische und damit biologische Unkrautregulierung wird angewandt.
Der optimale Erntezeitpunkt ist, wenn zwei Drittel der Blüten am Köpfchen aufgeblüht sind. Ein Bestand wird meist dreimal maschinell gepflückt, nach einer Ernte bilden die Pflanzen Adventivsprosse mit neuen Blütenköpfen. Die Trocknung erfolgt spätestens zwei Stunden nach Ernte, da sich anderenfalls die Inhaltsstoffe stark verändern. Zu hohe Trocknungstemperaturen vermindern den Gehalt an Inhaltsstoffen, besonders der Chamazulen- und Flavonoidgehalt sinkt stark.
Die Erträge sind je nach Standort und Witterung, bzw. nach Sorte sehr unterschiedlich, die Angaben reichen von 1,5 bis 18,5 Dezitonnen trockene Blütendroge pro Hektar, bzw. von 1,5 bis 4 Liter ätherisches Öl pro Hektar.

## Nutzung

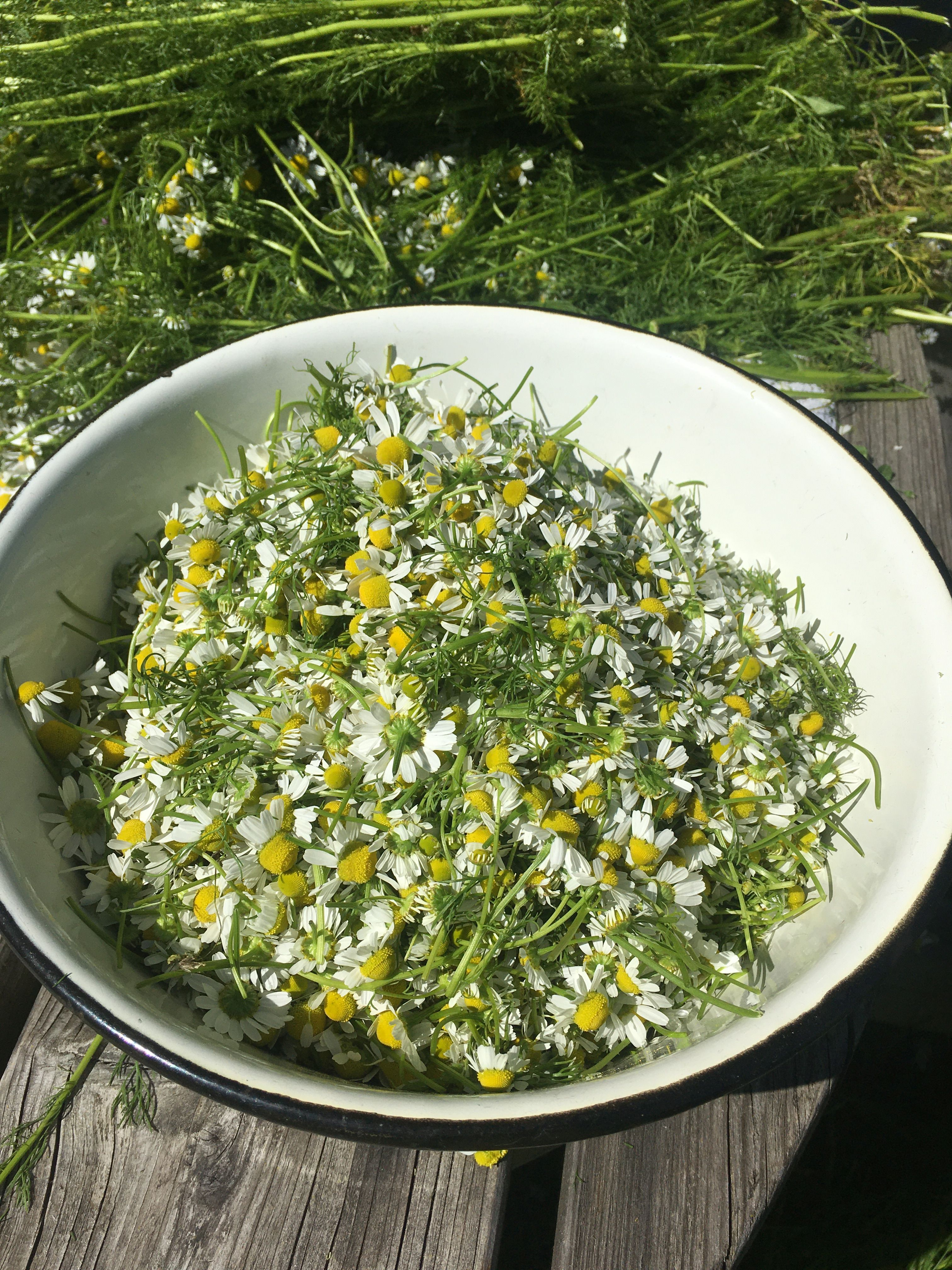
Die Blüten werden von den Stielen getrennt, damit sie getrocknet und zu Tee gebrüht werden können.

### Kamillenblüten

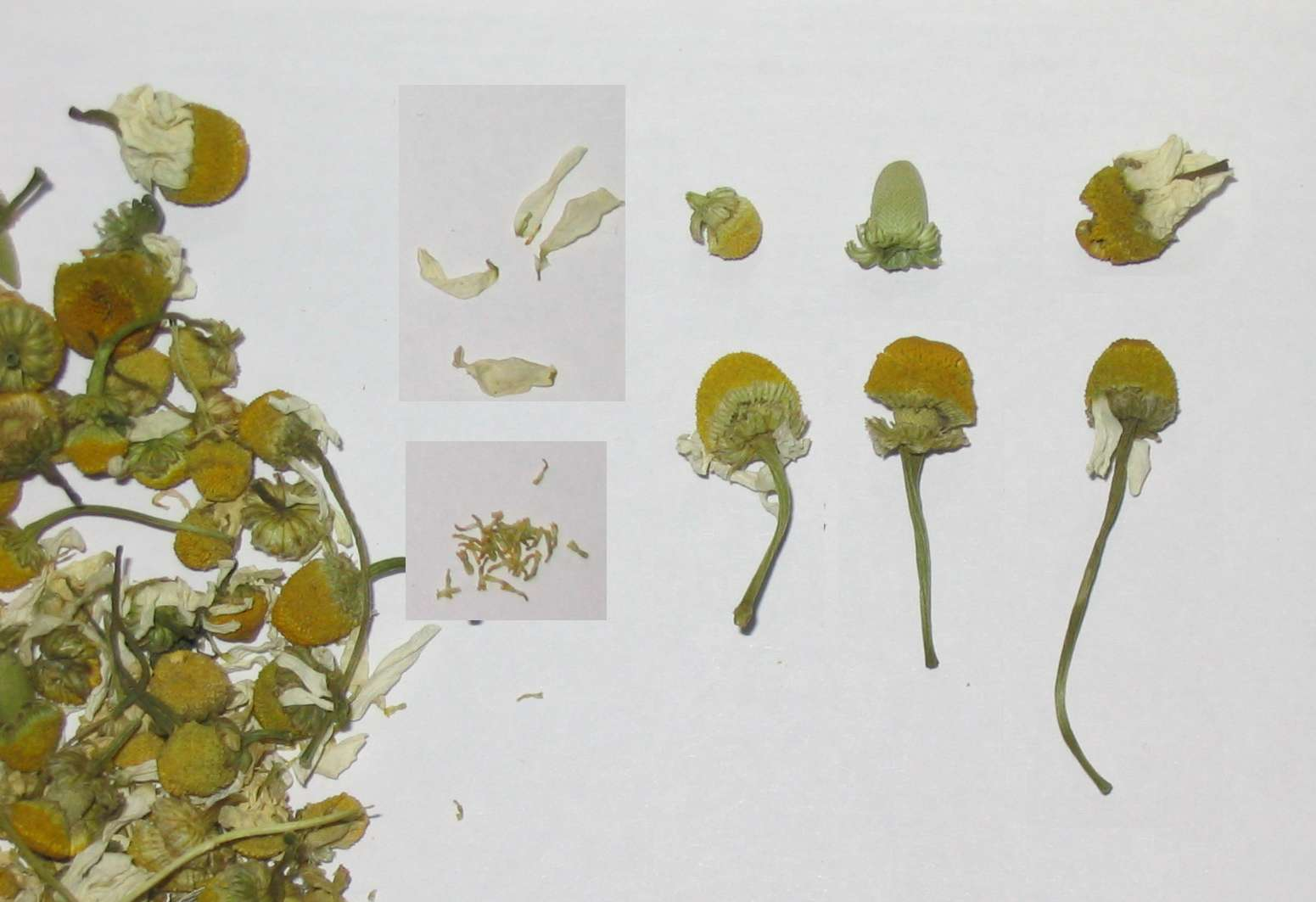
„Kamillenblüten“ (Tee)

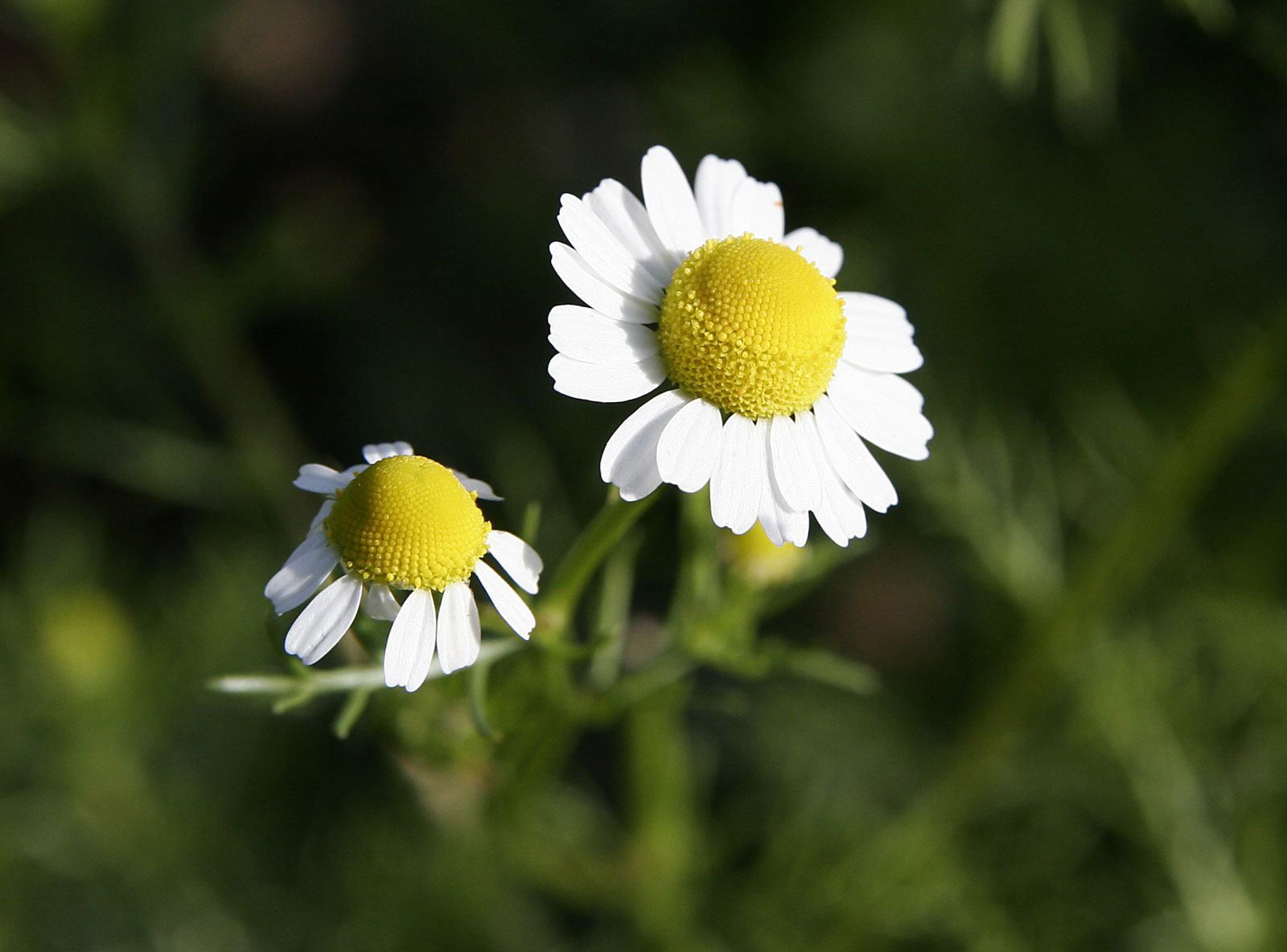
Blütenkörbchen der Echten Kamille

Die pharmazeutische Droge der getrockneten Blütenstände wird als Matricariae flos bzw. Kamillenblüten bezeichnet. Der Gehalt an ätherischem Öl muss mindestens 4 ml pro kg getrockneter Droge betragen. Als Droge darf sie nur aus Blütenköpfchen bestehen.
Die Kamillenblüten werden eingesetzt als Entzündungshemmer, zur Krampflösung, gegen Blähungen und als Magenmittel. Sie haben ebenfalls desodorierende und bakterienhemmende Wirkung. Hauptanwendungsgebiete sind bei innerlicher Anwendung Magen- und Darmbeschwerden wie Gastritis, Enteritis, Colitis, Blähungen, krampfartige Beschwerden im Verdauungstrakt und Menstruationsbeschwerden. 
Auch wird über eine beruhigende sowie angstlösende Wirkung der Echten Kamille berichtet. 
Äußerliche Anwendung (flüssig oder als Salbe) findet die Echte Kamille bei Haut- und Schleimhautentzündungen, bei bakteriellen Hauterkrankungen, auch der Mundhöhle und des Zahnfleisches. Bei entzündlichen Erkrankungen der Luftwege werden Inhalationen vorgenommen. Bei Erkrankungen im Anal- und Genitalbereich werden Bäder und Spülungen vorgenommen. Von einer Anwendung des Aufgusses im Augenbereich wird abgeraten.
Allergische Hautreaktionen auf die Echte Kamille sind sehr selten beschrieben worden. Ein diskutierter Auslöser, das Sesquiterpenlacton Anthecotulid wie es in Anthemis cotula vorkommt, kommt in der Echten Kamille nicht vor. Als Kandidat wird auch das Cumarin Herniarin diskutiert. Diese seltenen allergischen Reaktionen sind der Grund dafür, dass in der Standardzulassung von einer Anwendung im Augenbereich abgeraten wird.
Für Kamillentee werden die Blüten, das Kraut und die Samen verwendet. Besonders in romanischen Ländern wird Kamillentee als Schlaftee und als Beruhigungsmittel verwendet. Eine italienische Tee-Spezialität ist „Camomilla setacciata“ aus den gelben Röhrenblüten der Kamille, die gern nach dem Essen oder vor dem Schlafengehen getrunken wird. Kamillentee wird in vielen Garten-Ratgebern zum Vorquellen von Samen wie Tomaten oder Gurken empfohlen. Dies soll das Keimen beschleunigen und zusätzlich Pilzbefall vorbeugen.

### Kamillenöl

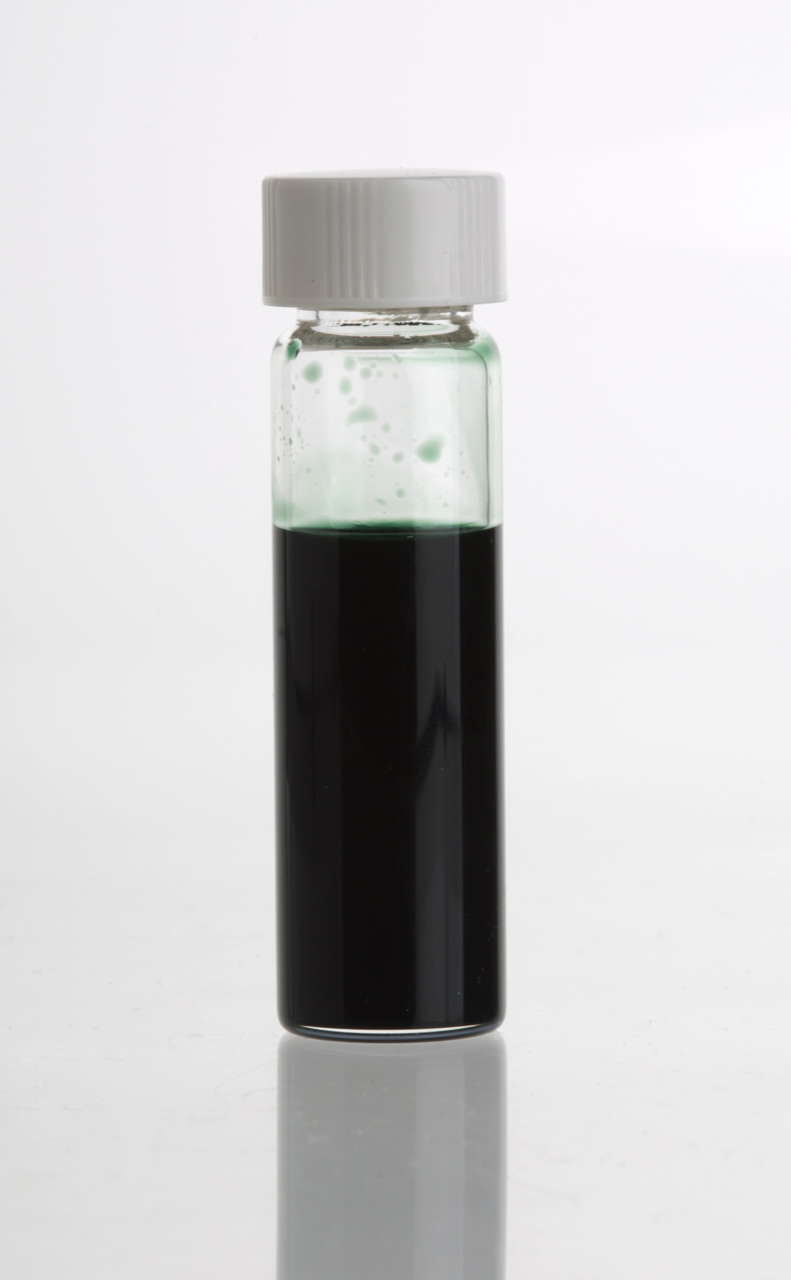
Kamillenöl aus Matricaria recutita

Das (ätherische) Kamillenöl oder Matricariae aetheroleum, wird durch Wasserdampfdestillation aus frischen oder getrockneten Blütenköpfchen gewonnen. Hierbei entsteht in größeren Mengen aus farblosen Vorstufen das blau gefärbte Chamazulen, das dem ganzen Öl diese Farbe verleiht. Die Anwendungsbereiche entsprechen weitgehend denen der Kamillenblüten.
Auch durch Einweichen in Pflanzenöle gewonnene Auszüge aus Kamillenblüten werden als (fettes) Kamillenöl bezeichnet, die Konzentration der enthaltenen Kamillenwirkstoffe darin ist deutlich geringer als beim ätherischen Kamillenöl.
In der Aromatherapie wird das Kamillenöl für ein besseres Hautbild verwendet.

## Nomenklatur
Der korrekte wissenschaftliche Name der Echten Kamille ist in der Literatur umstritten. Viele nicht-taxonomische Arbeiten listen mehrere Namen, dies sind zumeist Matricaria chamomilla L., Matricaria recutita L. und Chamomilla recutita (L.) Rauschert. Letztere wird jedoch praktisch immer als Synonym gelistet.
Die beiden Namen Matricaria chamomilla und Matricaria recutita wurden bereits 1753 von Carl von Linné in seiner Species Plantarum veröffentlicht. Historisch wurde meist Matricaria chamomilla als korrekter Name angesehen, während ab etwa 1975 die meisten Autoren Matricaria recutita für korrekt ansahen. Die Bildung einer eigenen Gattung Chamomilla mit dem Argument, der Name Matricaria sei eigentlich der korrekte für Tripleurospermum durch Rauschert konnte sich nicht durchsetzen.
Matricaria chamomilla wurde erst 1974 durch Grierson ein Lektotypus zugeordnet. Dieser Typus gehört nach Applequist 2002 zur Art, die Linné auch unter dem Namen Matricaria recutita beschrieben hat, beide Namen sind daher legitim und haben gleiche Priorität. Die Priorität eines Namens über den anderen wird gemäß ICBN durch den Autor festgelegt, der als Erster einen dieser Namen auswählt und den zweiten explizit zum Synonym erklärt. Dies war nach Ansicht von Applequist Visiani 1844. Applequist folgert daher, dass Matricaria chamomilla L. aus dem Jahr 1753 der korrekte Name ist. Unter diesem Namen wird sie etwa auch von Werner Greuter in der Euro+Med-Datenbank in Berlin-Dahlem, in der Österreichischen Exkursionsflora von 2008 oder bei GRIN geführt.
Weitere Synonyme für Matricaria chamomilla L. sind Chamomilla recutita (L.) Rauschert, Courrantia chamomilloides Sch. Bip. nom. illeg., Matricaria bayeri Kanitz, Matricaria courrantiana DC., Matricaria exigua Tuntas, Matricaria kochiana Sch. Bip., Matricaria pusilla Willd., Matricaria salina (Schur) Schur, Matricaria suaveolens L. nom. illeg., Chamomilla recutita var. bayeri (Kanitz) Dostál, Matricaria chamomilla var. salina Schur.

## Trivialnamen
Für die Echte Kamille (über mittelhochdeutsch gamille und lateinisch camomilla (für Kamillen, insbesondere Echte Kamille, sowie ähnliche Korbblütler wie Färberkamille und Hundskamillen) von griechisch chamaímêlon, „am Boden wachsender Apfel“) bestehen bzw. bestanden auch die weiteren deutschsprachigen Trivialnamen: Apfelkraut, Weiße Blume, Camille, Camillenblume (Kamillenblüte der Echten Kamille, mittelhochdeutsch gamillenbluome), Carmelina (Kochersberg), Chamillen, Comilg (mittelhochdeutsch), Gänsblumen, Gamillen, Ganilla (St. Gallen bei Werdenberg), Garnilla (St. Gallen bei Werdenberg), Gensblum (mittelhochdeutsch), Gramilla (Appenzell, St. Gallen), Gramille (Appenzell, St. Gallen), Hälmergen (Schlesien), Härmelgen, Haugenblum (Ostpreußen), Heermännle, Helmiegen, Helmrigen (Schlesien), Hermandel, Hermel (Schlesien), Hermelchen, Hermelen, Hermelin (Schlesien), Hermigen (Schlesien), Hermligen (Sachsen bei Leipzig), Hermüntzel (Schlesien), Hörminchen (vermutlich Elsass), Kamelblumen, Kamelle (Mecklenburg, Pommern), Kamilben, Kamillen, Kamillenblume, Kammerblume, Kamöll’n (Altmark), Karmille (Appenzell), Kornkamille, Krottenkraut, Kühmelle (Henneberg), Kommerblümmen (Marksuhl), Kummerblumen (Ruhla), Laugenblume (vermutlich Elsass), Laugenkraut, Logenkraut, Mägdeblume (Schlesien), Magdblum (Ostpreußen), Maidplum (mittelhochdeutsch), Marimattalenachrud (Appenzell), Mattronkraut, Meddeblum (mittelhochdeutsch), Megdeblommen (mittelniederdeutsch), Megdeblomen (mittelniederdeutsch), Meteblume (mittelhochdeutsch), Meydeblumen (althochdeutsch), Meydblumen, Moderekrud (Unterweser), Oepfelkraut, Opfelkraut, Opfelblüamli (St. Gallen, Appenzell, Berner Oberland), Raneyenblume (Ostpreußen), Remey (Ostpreußen), Rirmerey (Schlesien), Romerey (Schlesien), Romey (Ostpreußen), Säkfi (Siebenbürgen), Stomeienblume und Zäüwih (Siebenbürgen).

## Geschichte

### Historische Abbildungen

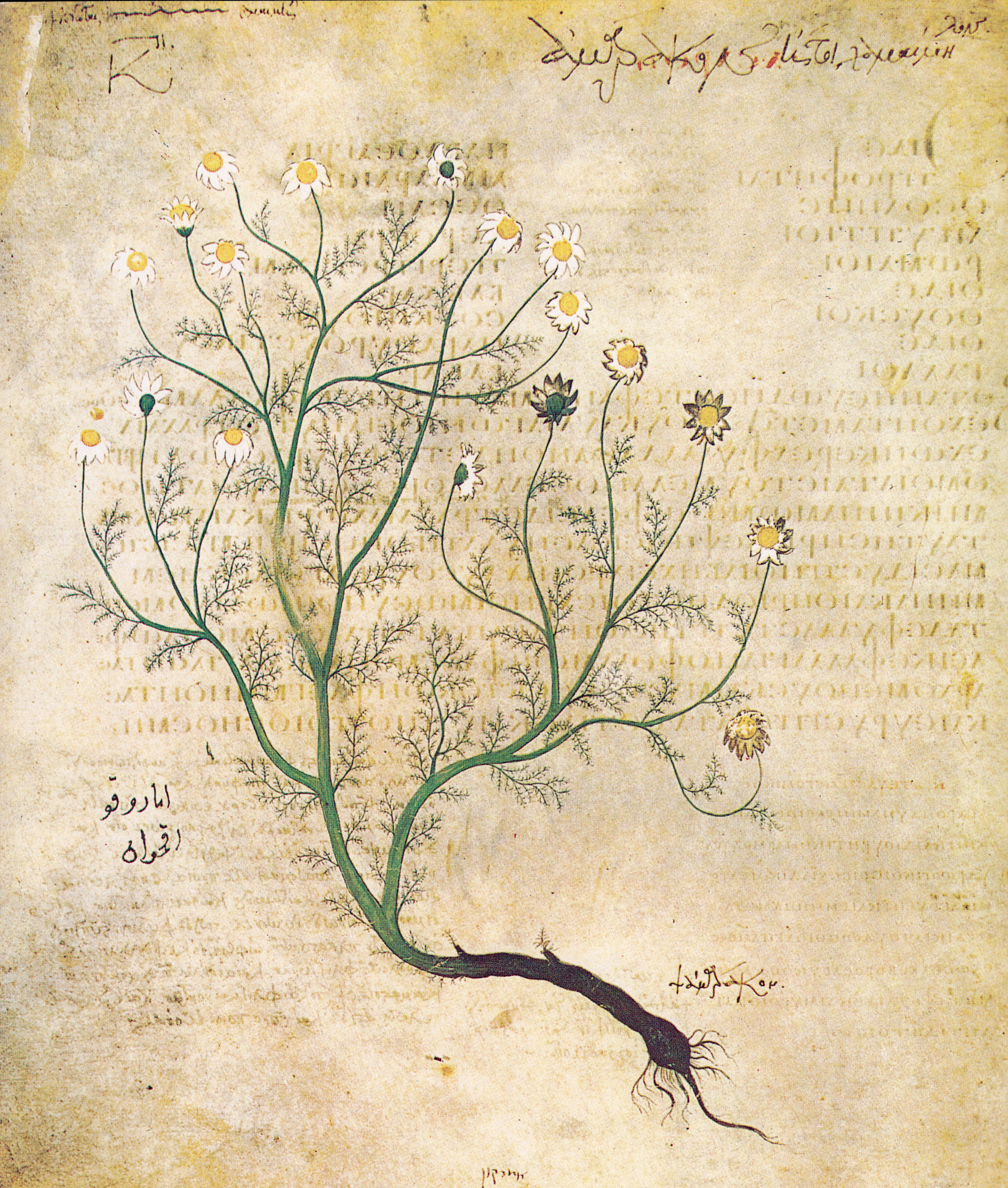
Wiener Dioskurides 6. Jahrhundert
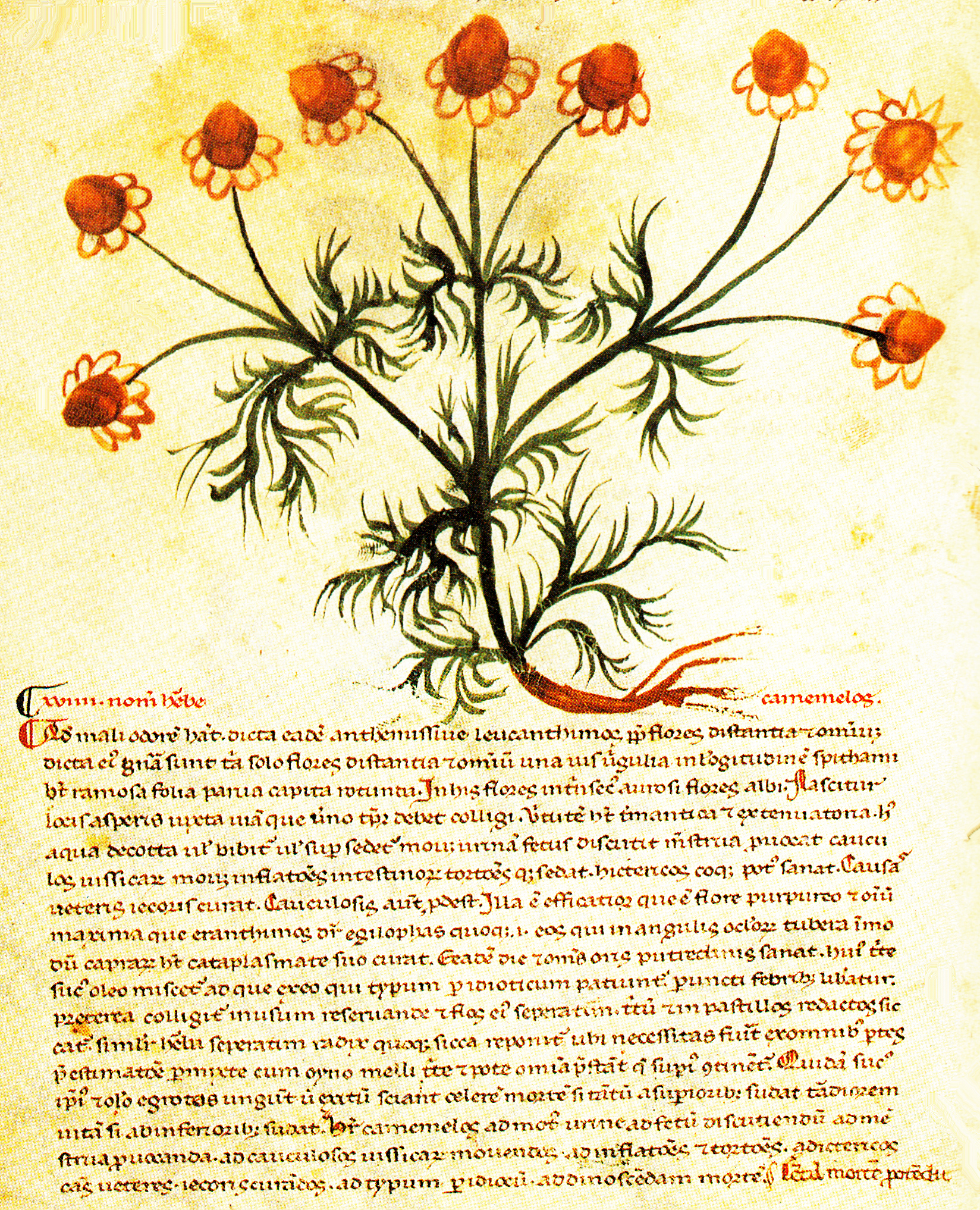
Pseudo-Dioskurides de herbis femininis 14. Jh.
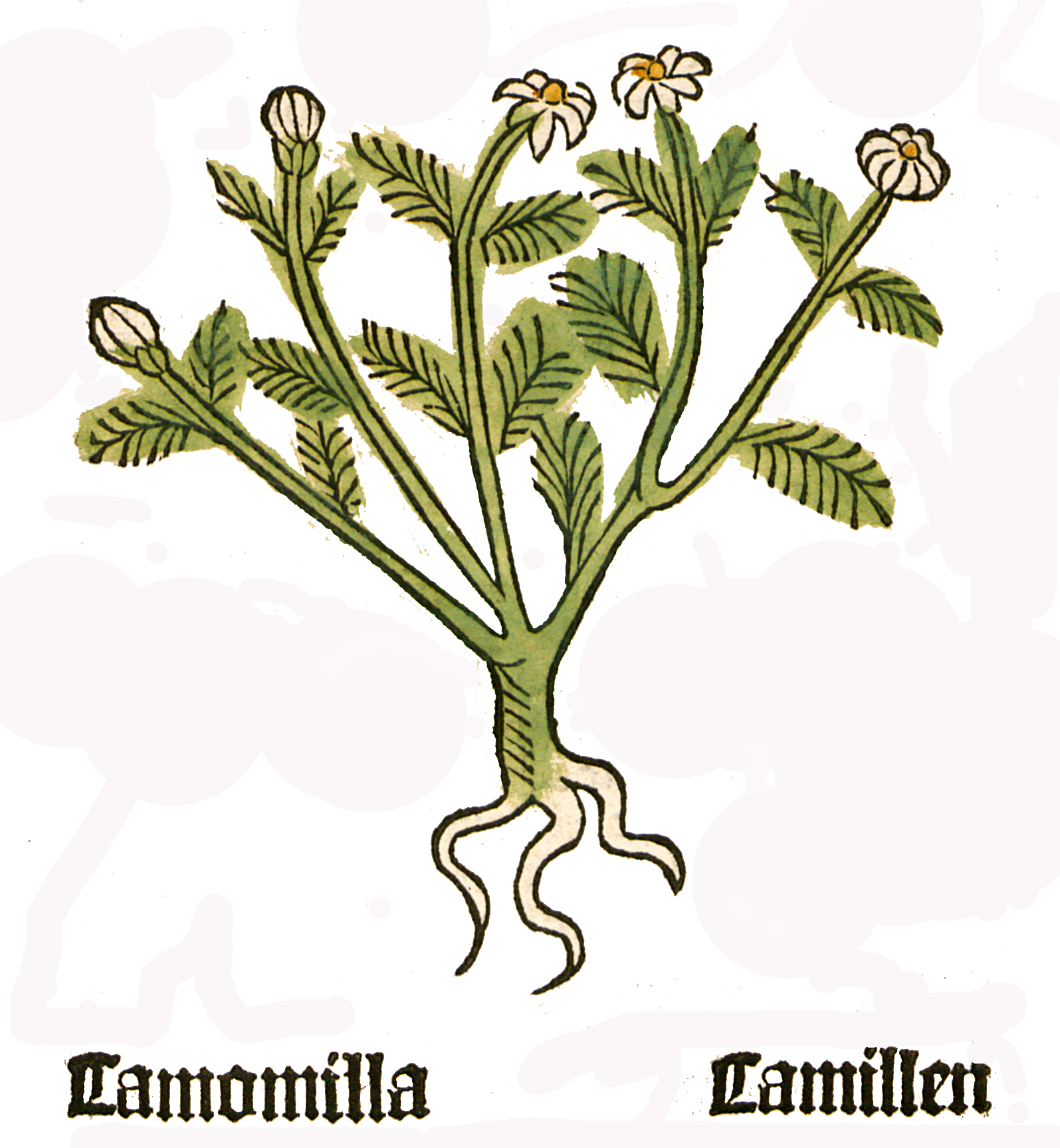
Herbarius Moguntinus 1484
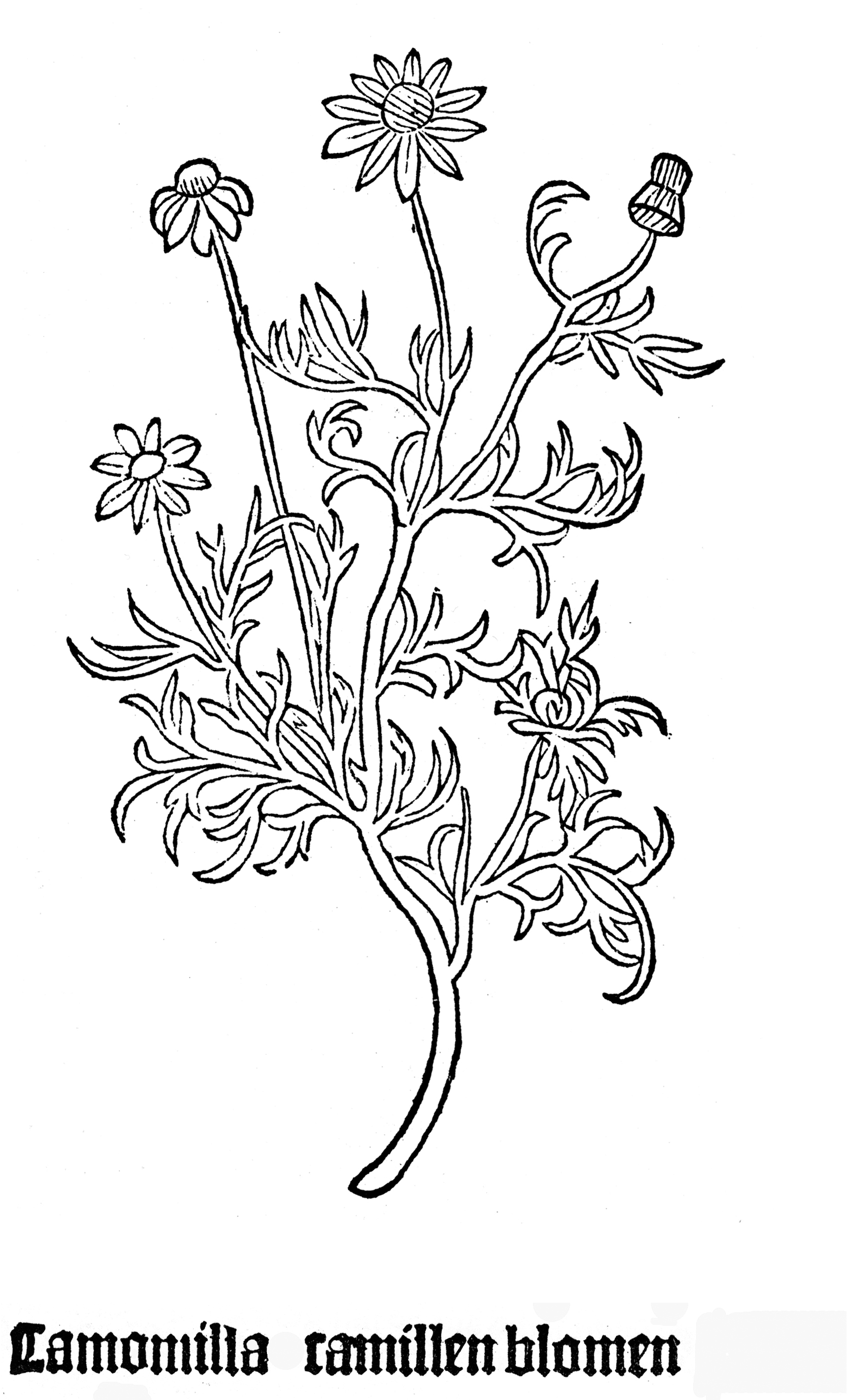
Gart der Gesundheit 1485
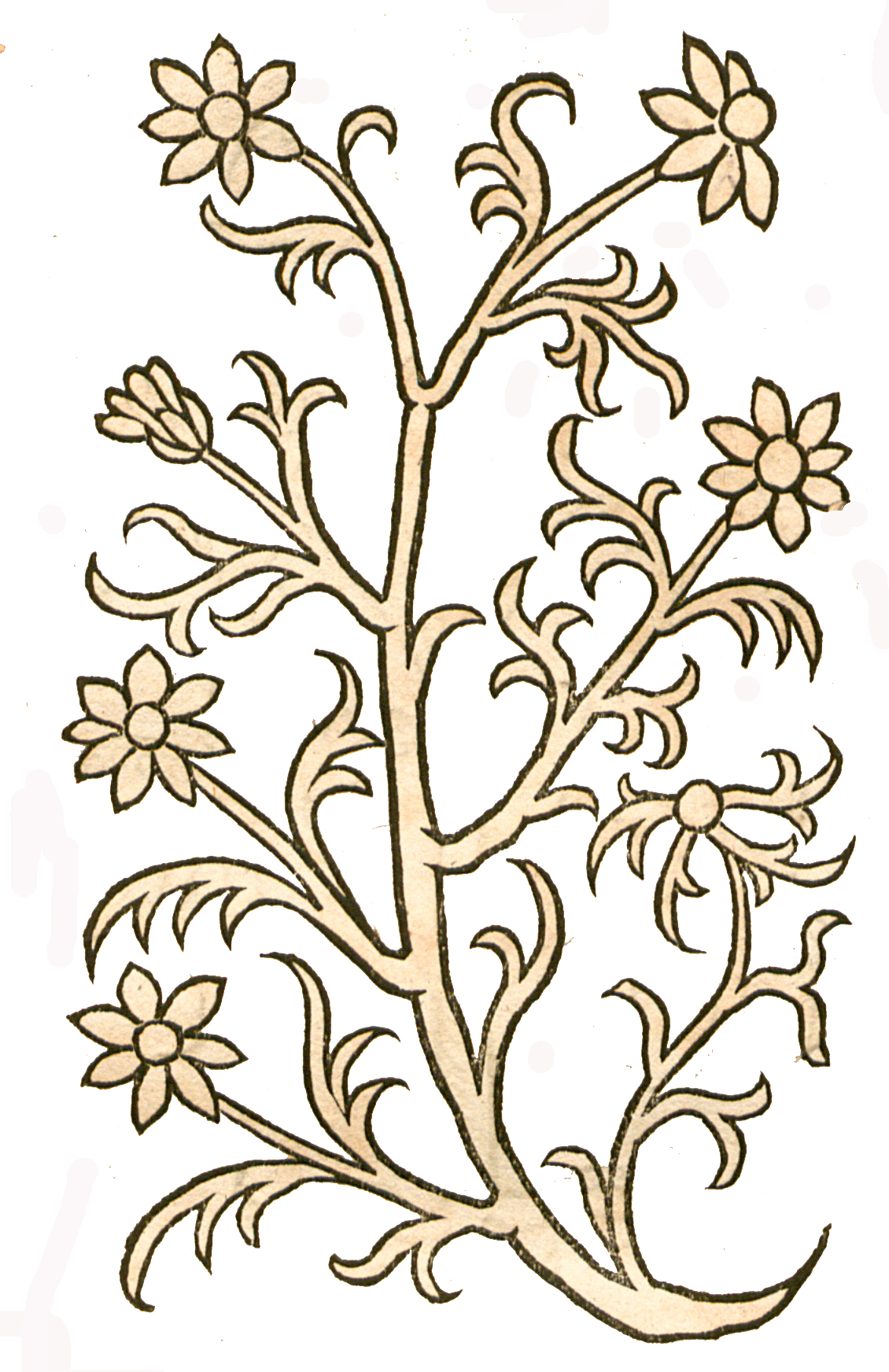
Hortus sanitatis 1491
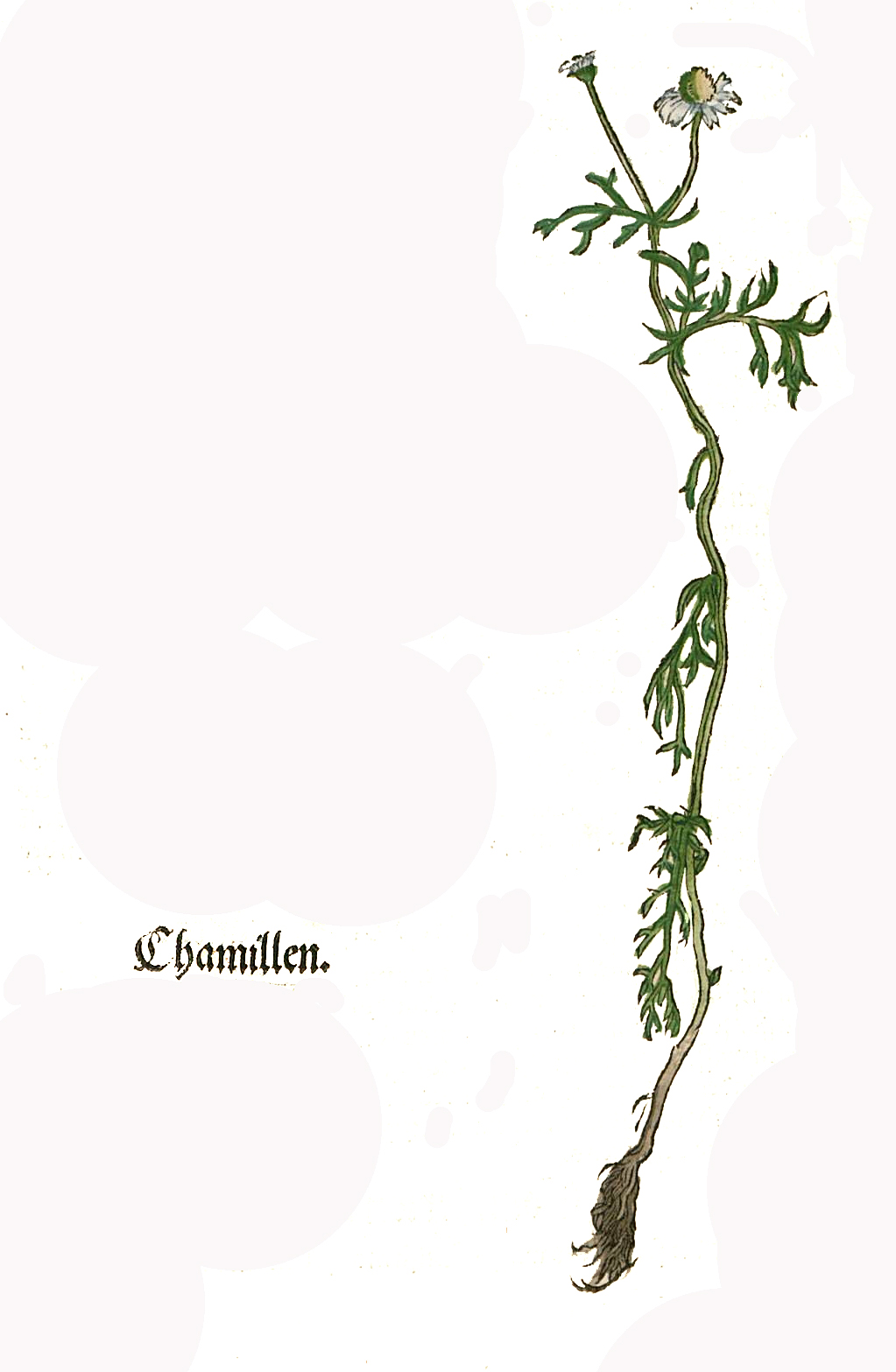
Otto Brunfels 1532
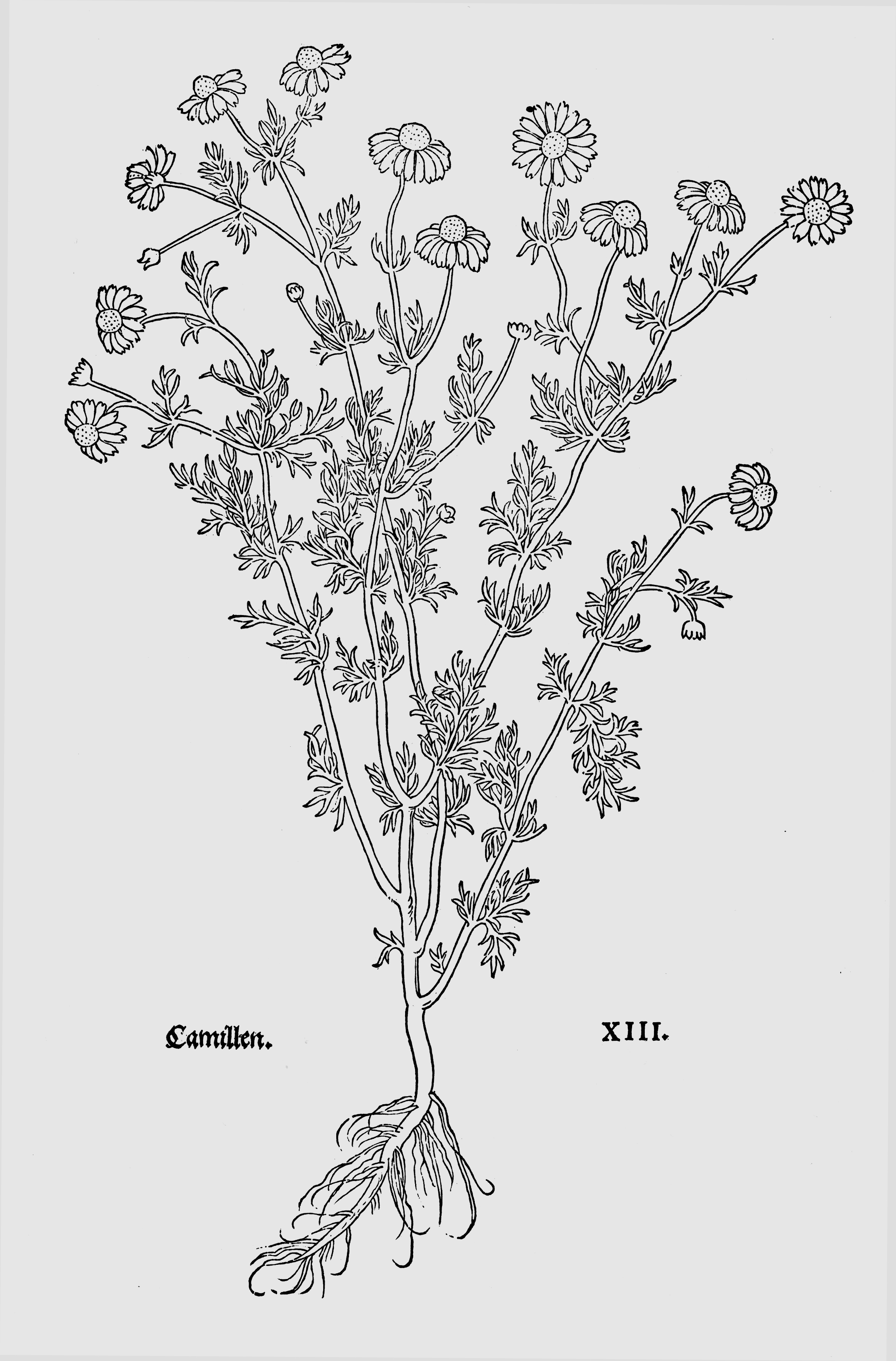
Leonhart Fuchs 1543
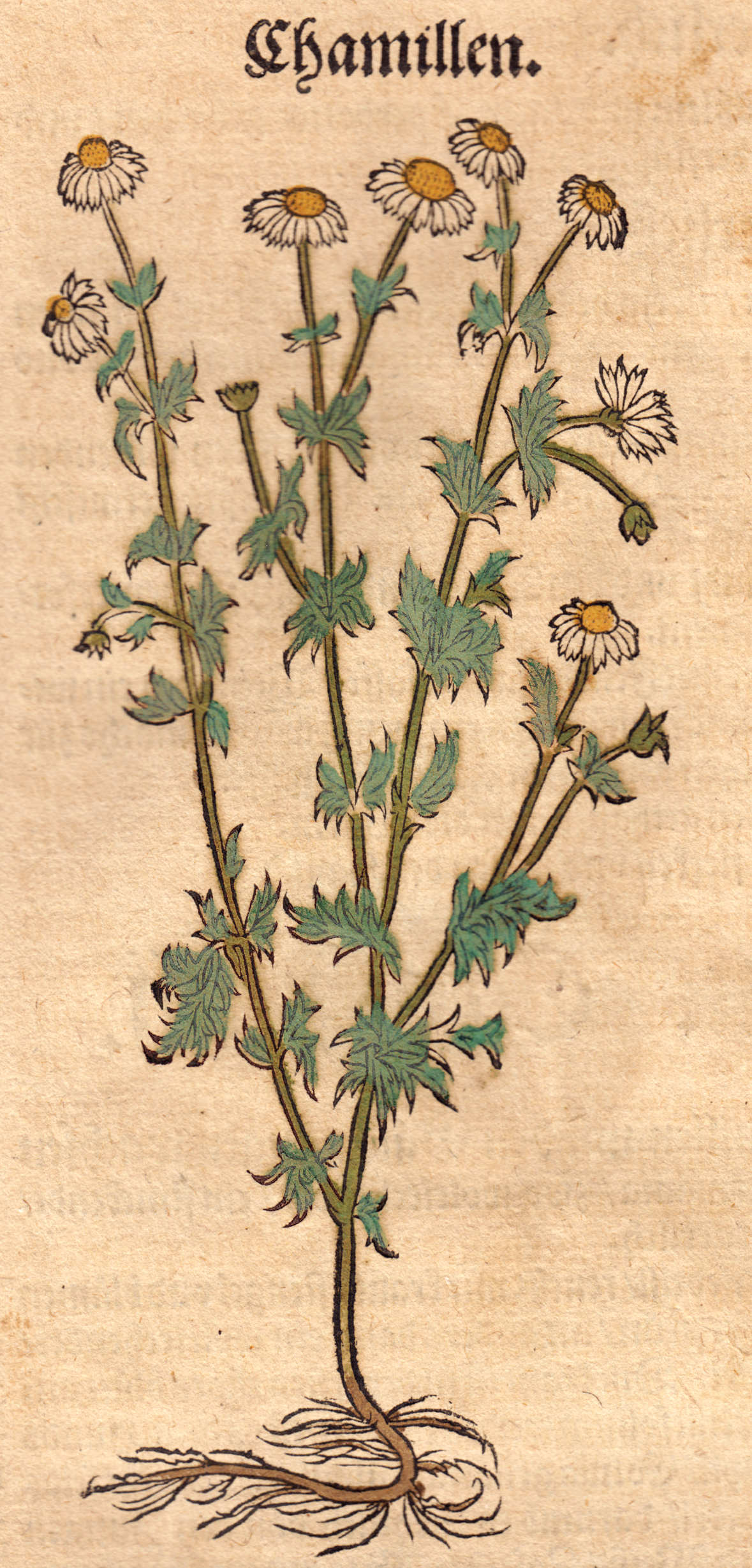
Hieronymus Bock 1546
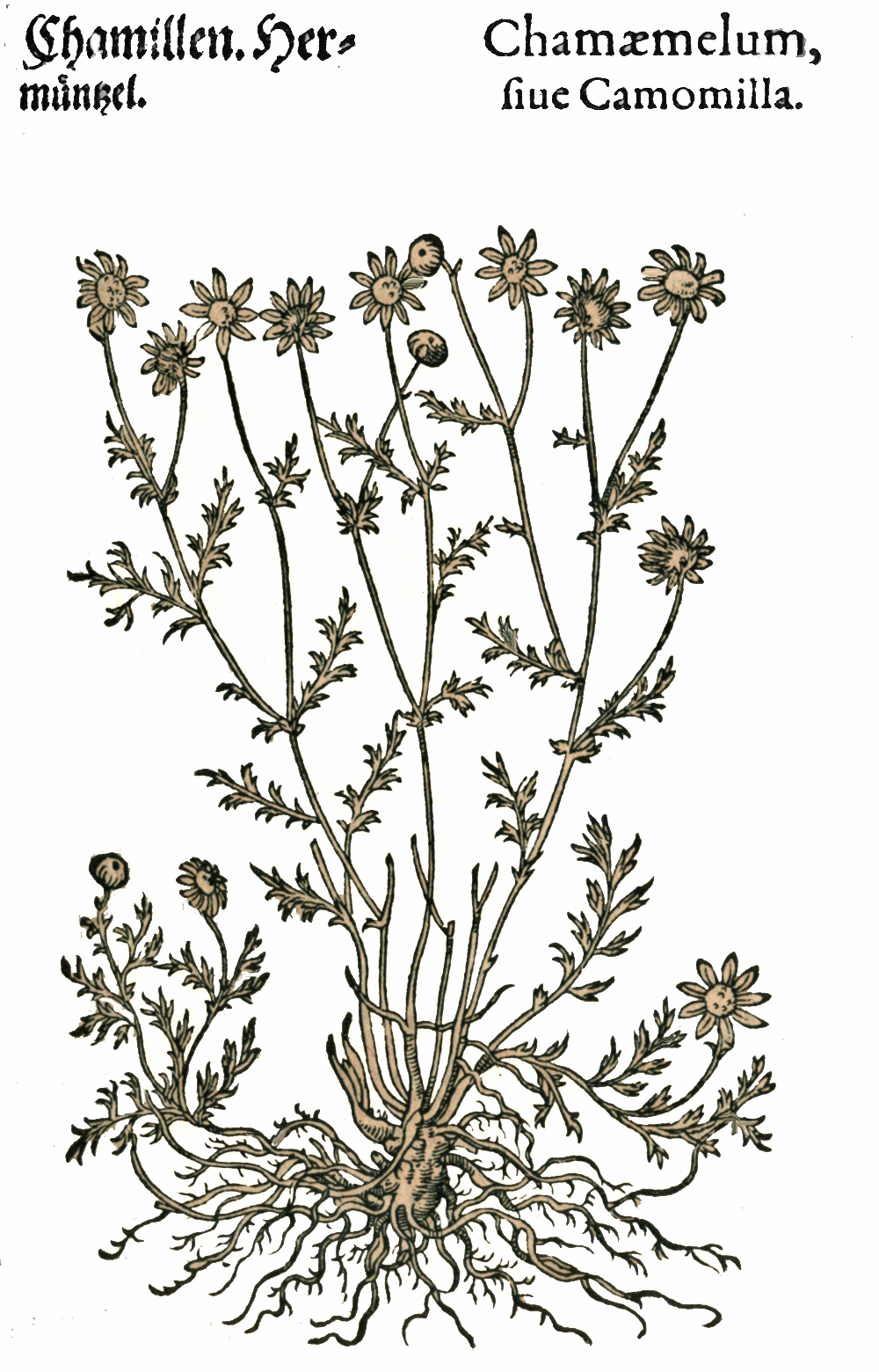
Mattioli / Handsch / Camerarius 1586
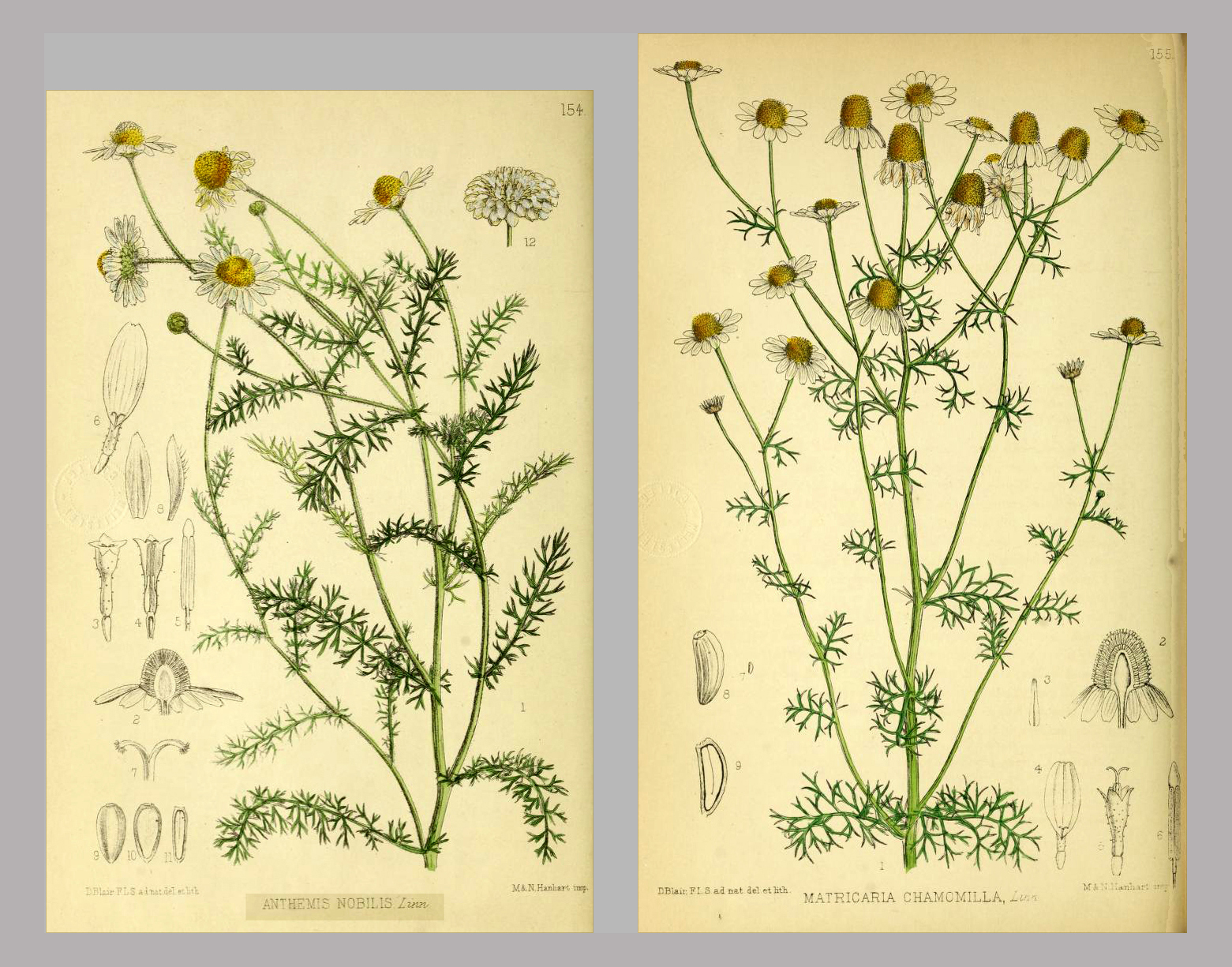
Bentley, Trimen 1880